# Caryodidae
Die Caryodidae sind eine Familie der Schnecken aus der Unterordnung der Landlungenschnecken (Stylommatophora). Sie sind auf Australien, Tasmanien und Neuguinea beschränkt.

## Merkmale
Die Gehäuse sind mittelgroß bis groß (bis etwa 6 cm) und konisch bis abgeflacht-konisch. Manche Formen zeigen eine stark vergrößerte oder modifizierte Mündung. Diese ist jedoch ohne Zähne oder Lamellen. Die Gehäuse sind eher schwach ornamentiert mit Spiralstreifen oder spiralig angeordneten Tuberkeln. Im zwittrigen Genitalapparat ist der Penis unterschiedlich lang und weist intern tiefe, regelmäßige Längsgruben auf. Ein Epiphallus kann vorhanden sein oder auch fehlen. Ein Flagellum fehlt meist ebenfalls oder ist sehr kurz (bei Anoglypta). Der Samenleiter (Vas deferens) liegt dicht oder nur lose am Penis an. Die Vagina weist oft fingerförmige Anhänge auf. Der Stiel der Spermathek ist relativ lang, oft mit dem Spermovidukt verbunden. Der Basalteil des Stiels ist nicht oder nur geringfügig verbreitert.

## Geographische Verbreitung und Lebensweise
Die Vertreter der Familie Caryodidae sind geographisch auf Australien, Tasmanien und New Guinea beschränkt. Sie leben dort im Laubstreu feuchter Wälder. 

## Systematik
Schileyko (1999) führt sieben Gattungen auf:
- Anoglypta Martens, 1860
- Brazieresta Iredale, 1933
- Caryodes Albers, 1850
- Hedleyella Iredale, 1914
- Pandofella Iredale, 1933
- Pedinogyra Martens in Albers, 1860
- Pygmipanda Iredale, 1933